# Роз'їзд 88 Тасбогет
Роз'їзд 88 Тасбоге́т (каз. рзд.88 Тасбөгет) — станційне селище у складі Аральського району Кизилординської області Казахстану. Входить до складу Сапацького сільського округу.
Населення — 72 особи (2021; 125 у 2009, 69 у 1999).